# Demre
Demre (Bis 2005 auch Kale) ist eine Stadt im gleichnamigen Landkreis der türkischen Provinz Antalya und gleichzeitig ein Stadtbezirk der 1993 geschaffenen Büyükşehir belediyesi Antalya (Großstadtgemeinde/Metropolprovinz). Der Ort wurde am 6. Juni 1968 zu einer Gemeinde (Belediye) erhoben.

## Geographie
Demre liegt am Rand des westlichen Teils des Taurusgebirges an der Lykischen Küste. Während die Berge meist bewaldet sind, wird in Küstennähe Landwirtschaft betrieben.

## Sehenswürdigkeiten
- Die versunkene Stadt Kekova
- Die Ruinen der lykischen Stadt Myra mit der Kirche des Heiligen Nikolaus von Myra
- Die antiken Städte Andriake und Simena

## Städtepartnerschaft
- Elzach